# Ahmasaajo
Ahmasaajo är ett naturreservat i Övertorneå kommun i Norrbottens län.
Området är naturskyddat sedan 2010 och är 0,9 kvadratkilometer stort. Reservatet omfattar norra delen av berget Ahmasaajo och våtmarker med en bäck i norr. Reservatet består på berget av brandpräglad barrskog och i våtmarkerna granskog.